# Ґонтаже
Ґонтаже (пол. Gontarze) — село в Польщі, у гміні Збуйна Ломжинського повіту Підляського воєводства.
Населення — 27 осіб (2011).
У 1975-1998 роках село належало до Ломжинського воєводства.

## Демографія
Демографічна структура станом на 31 березня 2011 року:
|          | Загалом | Допрацездатний вік | Працездатний вік | Постпрацездатний вік |
| -------- | ------- | ------------------ | ---------------- | -------------------- |
| Чоловіки | 15      | 4                  | 10               | 1                    |
| Жінки    | 12      | 4                  | 3                | 5                    |
| Разом    | 27      | 8                  | 13               | 6                    |